# الیکولولار
الیکولولار (به لاتین: Alikulular) یک منطقهٔ مسکونی در جمهوری آذربایجان است که در شهرستان آغجه‌بدی واقع شده‌است.